# Coupe de Chine 2019
Navigation
Édition précédente Édition suivante
La Coupe de Chine est une compétition internationale de patinage artistique qui se déroule en Chine au cours de l'automne. Elle accueille des patineurs amateurs de niveau senior dans quatre catégories : simple messieurs, simple dames, couple artistique et danse sur glace.
La seizième Coupe de Chine est organisée du 8 au 10 novembre 2019 au Centre culturel et sportif de Huaxi à Chongqing. Elle est la quatrième compétition du Grand Prix ISU senior de la saison 2019/2020.
La précédente coupe de Chine a été organisée en 2017 ; il n'y a en effet pas eu d'édition 2018 après le refus de la fédération chinoise (Chinese Skating Association) d'organiser la compétition. L'International Skating Union a alors chargé la fédération finlandaise d'organiser l'événement sous le nom de Grand-Prix d'Helsinki 2018.

## Résultats

### Messieurs
| Rang | Nom             | Pays         | Points | Programme court | Programme court | Programme libre | Programme libre |
| ---- | --------------- | ------------ | ------ | --------------- | --------------- | --------------- | --------------- |
| 1    | Jin Boyang      | Chine        | 261.53 | 2               | 85.43           | 1               | 176.10          |
| 2    | Yan Han         | Chine        | 249.45 | 1               | 86.46           | 2               | 162.99          |
| 3    | Matteo Rizzo    | Italie       | 241.88 | 3               | 81.72           | 4               | 160.15          |
| 4    | Keegan Messing  | Canada       | 237.36 | 5               | 76.80           | 3               | 160.56          |
| 5    | Keiji Tanaka    | Japon        | 233.63 | 7               | 74.64           | 5               | 158.98          |
| 6    | Cha Jun-hwan    | Corée du Sud | 222.26 | 11              | 69.40           | 6               | 152.86          |
| 7    | Brendan Kerry   | Australie    | 220.31 | 9               | 73.96           | 7               | 146.35          |
| 8    | Camden Pulkinen | États-Unis   | 218.67 | 4               | 78.92           | 9               | 139.75          |
| 9    | Zhang He        | Chine        | 217.42 | 6               | 76.03           | 8               | 141.39          |
| 10   | Andrei Lazukin  | Russie       | 210.01 | 8               | 74.31           | 10              | 135.70          |
| 11   | Conrad Orzel    | Canada       | 192.60 | 10              | 72.22           | 12              | 120.38          |
| 12   | Tsao Chih-i     | Taïwan       | 186.82 | 12              | 64.07           | 11              | 122.75          |

### Dames
| Rang | Nom                    | Pays         | Points | Programme court | Programme court | Programme libre | Programme libre |
| ---- | ---------------------- | ------------ | ------ | --------------- | --------------- | --------------- | --------------- |
| 1    | Anna Chtcherbakova     | Russie       | 226.04 | 1               | 73.51           | 1               | 152.53          |
| 2    | Satoko Miyahara        | Japon        | 211.18 | 2               | 68.91           | 3               | 142.27          |
| 3    | Elizaveta Tuktamysheva | Russie       | 209.10 | 4               | 65.57           | 2               | 143.53          |
| 4    | You Young              | Corée du Sud | 191.81 | 7               | 61.49           | 4               | 130.32          |
| 5    | Sofia Samodurova       | Russie       | 185.29 | 5               | 63.99           | 5               | 121.30          |
| 6    | Amber Glenn            | États-Unis   | 178.35 | 3               | 67.69           | 6               | 110.66          |
| 7    | Marin Honda            | Japon        | 168.09 | 6               | 61.73           | 7               | 106.36          |
| 8    | Yi Christy Leung       | Hong Kong    | 157.47 | 8               | 53.90           | 9               | 103.57          |
| 9    | Chen Hongyi            | Chine        | 155.12 | 11              | 49.44           | 8               | 105.68          |
| 10   | Kailani Craine         | Australie    | 149.83 | 10              | 53.01           | 10              | 96.82           |
| 11   | Zhu Yi                 | Chine        | 139.63 | 9               | 53.19           | 11              | 86.44           |
| 12   | Choi Yu-jin            | Corée du Sud | 131.48 | 12              | 48.75           | 12              | 82.73           |

### Couples
| Rang | Nom                                     | Pays          | Points | Programme court | Programme court | Programme libre | Programme libre |
| ---- | --------------------------------------- | ------------- | ------ | --------------- | --------------- | --------------- | --------------- |
| 1    | Sui Wenjing / Han Cong                  | Chine         | 228.37 | 1               | 80.90           | 1               | 147.47          |
| 2    | Peng Cheng / Jin Yang                   | Chine         | 199.97 | 3               | 68.50           | 2               | 131.47          |
| 3    | Liubov Ilyushechkina / Charlie Bilodeau | Canada        | 190.73 | 2               | 68.98           | 3               | 121.75          |
| 4    | Nicole Della Monica / Matteo Guarise    | Italie        | 182.88 | 4               | 64.24           | 5               | 118.64          |
| 5    | Ryom Tae-ok / Kim Ju-sik                | Corée du Nord | 179.55 | 8               | 60.50           | 4               | 119.05          |
| 6    | Tarah Kayne / Daniel O'Shea             | États-Unis    | 178.79 | 5               | 64.08           | 6               | 114.71          |
| 7    | Tang Feiyao / Yang Yongchao             | Chine         | 172.63 | 7               | 61.85           | 7               | 110.68          |
| 8    | Alisa Efimova / Alexander Korovin       | Russie        | 170.19 | 6               | 63.97           | 8               | 106.22          |

### Danse sur glace
| Rang | Nom                                          | Pays       | Points | Danse rythmique | Danse rythmique | Danse libre | Danse libre |
| ---- | -------------------------------------------- | ---------- | ------ | --------------- | --------------- | ----------- | ----------- |
| 1    | Victoria Sinitsina / Nikita Katsalapov       | Russie     | 209.90 | 1               | 85.39           | 2           | 124.51      |
| 2    | Madison Chock / Evan Bates                   | États-Unis | 208.55 | 2               | 80.34           | 1           | 128.21      |
| 3    | Laurence Fournier Beaudry / Nikolaj Sørensen | Canada     | 190.74 | 3               | 78.41           | 3           | 112.33      |
| 4    | Wang Shiyue / Liu Xinyu                      | Chine      | 186.45 | 4               | 74.77           | 4           | 111.68      |
| 5    | Kaitlin Hawayek / Jean-Luc Baker             | États-Unis | 179.96 | 5               | 74.70           | 5           | 105.26      |
| 6    | Sofia Evdokimova / Egor Bazin                | Russie     | 169.27 | 7               | 64.07           | 6           | 105.20      |
| 7    | Anastasia Skoptsova / Kirill Aleshin         | Russie     | 169.24 | 6               | 69.19           | 8           | 100.05      |
| 8    | Chen Hong / Sun Zhuoming                     | Chine      | 162.91 | 8               | 61.83           | 7           | 101.08      |
| 9    | Guo Yuzhu / Zhao Pengkun                     | Chine      | 150.91 | 9               | 57.10           | 9           | 93.81       |
| 10   | Misato Komatsubara / Tim Koleto              | Japon      | 145.35 | 10              | 56.60           | 10          | 88.75       |

## Source
- Résultats de la Coupe de Chine 2019 sur le site de l'ISU